# Клеменция фон Церинген
Клеменция фон Церинген (на немски: Clementia von Zähringen; † пр. 1167) от род Церинги, е херцогиня на Саксония (1147 – 1162) и на Бавария (1156 – 1162) като първата съпруга от 1147 до 1162 г. на Хайнрих Лъв, херцог Саксония и на Бавария, и графиня на Савоя (1162 – 1164).

## Биография
Тя е дъщеря на Конрад (1090 – 1152), херцог на Церинген, и графиня Клеменца от Намюр († 1158), дъщеря на Готфрид I, граф на Намюр и на Ермезинда I Люксембургска.
Клеменция се омъжва през 1147 г. за херцог Хайнрих Лъв (1129 – 1195) от фамилията Велфи. Бракът е политически.
През 1150/1151 г. по време на отсъствието на нейния съпруг тя е регентка на Саксония и започва поход против Кесините и Зирзипаните, за да помага на съюзника си Никлот, княза на Абодритите.
Император Фридрих I Барбароса се бори против този брак заради близката им родственост и през 1162 г. успява да ги разведе. Клеменция се омъжва втори път през 1162 г. за граф Хумберт III Савойски (1120 – 1189). През 1168 г. Хайнрих Лъв се жени за Матилда Плантагенет.

## Деца
От херцог Хайнрих Лъв има три деца:
- Хайнрих, умира млад
- Гертруда от Бавария (1155 – 1197), омъжва се 1166 г. за херцог Фридрих IV от Швабия, и 1777 г. за Кнуд VI, от 1170 г. крал на Дания
- Рихенза (1157 – 1167), умира млада; като дете е сгодена за Кнуд VI, престолонаследника на Дания, син на крал Валдемар I.

От граф Хумберт III Савойски има три дъщери:
- София (1165 – 1202), омъжва се за Ацо VI д’Есте (1170 – 1212), маркиз на Ферара (Дом Есте)
- Алиция или Аделхайд (1166 – 1174), сгодена 1172 г. за Джон Безземни от Англия
- Елеонора (1167 – 1204), омъжва се 1197 г. за Бонифаций I († 1207), маркграф на Монферат и крал на Солун.